# Rašćane Gornje
Rašćane Gornje falu Horvátországban Split-Dalmácia megyében. Közigazgatásilag Zagvozdhoz tartozik.

## Fekvése
Splittől légvonalban 61, közúton 84 km-re keletre, Makarskától légvonalban 12, közúton 36 km-re északkeletre, községközpontjától 14 km-re délkeletre, Közép-Dalmáciában a dalmát Zagora területén, a Biokovo-hegység északkeleti lábánál, az A1-es autópálya közelében fekszik. A település tölgyerdeiről ("hrast" = tölgy) kapta a nevét, a „gornje” jelző pedig arra utal, hogy az egykori egységes Rašćane felső részét képezte.

## Története
A település története a 20. század közepéig megegyezik a Vrgorac községhez tartozó Rašćane történetével, Rašćane Gornje 1952-ig ugyanis a szomszédos Rašćane része volt. Ekkor azonban a település néhány befolyásos embere népszavazást kezdeményezett annak érdekében, hogy az Imotski járáshoz tartozó Rašćane a nagyobb gazdasági fejlődés érdekében (főként a közúti összeköttetés miatt) a Makarskai járáshoz tartozhasson. Tekintettel arra, hogy a szavazás eredménye nem volt egységes nem kaptak felhatalmazást a teljes Rašćane átcsatolására. Ezért ügy döntöttek, hogy a települést két részre szakítják. A két létrejött önálló település Rašćani Gornji (Ercezi, Šimići, Prgometi, Selaci, Lendići és Karlušići településrészekkel) és Rašćani Donji (Ljubeć, Rotni Dolac, Lužine, Rupa, Vodenjak, Gomila, Družijanići, Zelići, Grkljani, Boduli, Mali Godinj, Ožići, Veliki Godinj, Pejkovići, Njivice, Čelj, Belaići, Knezovići, Bebeci, Panžići, Polizi, Sokoli, Moruklje, Gradina, Bašići és Nuići településrészekkel) lett. Később Rašćani Donji visszakapta a szétszakított település eredeti Rašćane nevét, Rašćani Gornji hivatalos neve pedig Rašćane Gornje lett. A közigazgatási átszervezés következtében Rašćane később Vrgorac, Rašćane Gornje pedig Zagvozd község része lett. Lakossága az 1970-es évek óta a fiataloknak a városokba, főként Splitbe és Makarskára  való elvándorlása miatt folyamatosan csökkent. 1991 óta a független Horvátországhoz tartozik. 2011-ben a településnek mindössze 19 lakosa volt.

## Lakosság
| Lakosság változása | Lakosság változása | Lakosság változása | Lakosság változása | Lakosság változása | Lakosság változása | Lakosság változása | Lakosság változása | Lakosság változása | Lakosság változása | Lakosság változása | Lakosság változása | Lakosság változása | Lakosság változása | Lakosság változása | Lakosság változása |
| ------------------ | ------------------ | ------------------ | ------------------ | ------------------ | ------------------ | ------------------ | ------------------ | ------------------ | ------------------ | ------------------ | ------------------ | ------------------ | ------------------ | ------------------ | ------------------ |
| 1857               | 1869               | 1880               | 1890               | 1900               | 1910               | 1921               | 1931               | 1948               | 1953               | 1961               | 1971               | 1981               | 1991               | 2001               | 2011               |
| 0                  | 0                  | 0                  | 0                  | 0                  | 0                  | 0                  | 0                  | 0                  | 456                | 353                | 302                | 168                | 91                 | 50                 | 19                 |

(Csak 1953-tól számít önálló településnek, addig lakosságát Rašćanéhez számították.)